# Vione
Vione (lombardul: Viù) település Olaszországban, Lombardia régióban, Brescia megyében. Lakosainak száma 625 fő (2023. január 1.). Vione Edolo, Ponte di Legno, Temù és Vezza d’Oglio községekkel határos.

## Népesség
A település lakossága az elmúlt években az alábbi módon változott:
| Lakosok száma | 679  | 689  | 625  |
|               | 2017 | 2018 | 2023 |